# Singapore Telecommunications
Singapore Telecommunications (Singtel) — телекоммуникационная компания, обслуживающая около 770 млн клиентов в 21 стране мира (Австралия, Азия и Африка). Singtel предоставляет сервисы ISP (SingNet), IPTV (mio TV), сотовой связи и POTS.
Singtel — крупнейшая компания по рыночной капитализации из имеющих листинг акций на Сингапурской бирже. Контрольный пакет акций (52,5 %) принадлежит государственной инвестиционной компании Сингапура Temasek Holdings.

## История
Развитие телефонной связи в Сингапуре началось в 1879 году. В 1930 году телефонная сеть была автоматизирована, а в 1937 году состоялся первый телефонный звонок из Сингапура в Лондон. В 1955 году телефонную связь в Сингапуре взяло под свой контроль колониальное правительство, учредив Singapore Telephone Board (STB, Сингапурский телефонный совет). В 1974 году к нему было присоединено управление телекоммуникаций Сингапура, а в 1982 году также и почтовая служба; совет был переименован в Telecoms. В 1990 году в стране был подключён миллионный телефон, а в 1994 году телефонная сеть стала полностью цифровой.
В 1989 году Telecoms был преобразован в компанию Singapore Telecom (Singtel), которая в 1993 году была приватизирована, 89 % акций осталось у государственного фонда Temasek. С 1994 года Singtel начала предоставлять услугу доступа к интернету. В 1997 году Singtel была лишена монополии на мобильную связь, а в 2007 году — на все виды телекоммуникационных услуг. В августе 1998 года был запущен первый спутник компании, ST-1 (совместно с тайваньской Chunghwa Telecom).
С 1990-х годов Singtel начала приобретать доли в зарубежных компаниях по предоставлению услуг мобильной связи и кабельного телевидения в Азии, Австралии, Европе и США. В 1999 году была куплена доля а таиландской компании Advanced Info Service. В 2000 году были созданы совместные предприятия с британской Virgin Mobile и индийской Bharti Group. В марте 2001 года была куплена австралийская компания Optus, 13,6 млрд долларов на эту покупку были получены путём размещения пакета акций Singtel на Сингапурской фондовой бирже. В том же 2001 году была куплена доля в индонезийской компании Telkomsel, в 2005 году — в Pacific Bangladesh Telecom (Бангладеш), в 2007 году — Warid Telecom (Пакистан). В 2003 году была отделена в самостоятельную компанию почтовая служба. В 2000-х годах всё большую роль а деятельности компании начала играть продажа контента и рекламные услуги. Самым крупным вложением в этой сфере стала покупка эксклюзивных прав на показ матчей английской премьер-лиги в Сингапуре на платном телеканале mioTV; эта сделка была заключена в 2009 году и обошлась 400 млн долларов.
В 2013 году была продана доля в пакистанской компании Warid Telecom. В 2015 году за 810 млн долларов была куплена американская компания в сфере информационной безопасности Trustwave Holdings.

## Деятельность
Выручка Singtel за 2022/23 финансовый год составила 14,6 млрд сингапурских долларов ($10,6 млрд), из них 7,6 млрд пришлось на Австралию (дочерняя компания Optus), 1,8 млрд — на Сингапур, 1,6 млрд — доли от прибыли совместных предприятий (Telkomsel — 664 млн, AIS — 240 млн, Globe — 232 млн, Airtel — 385 млн). Основные телекоммуникационные компании:
| Оператор связи        | Доля   | Страна     | Абонентов мобильной связи, млн | Абонентов широкополосного интернета, млн |
| --------------------- | ------ | ---------- | ------------------------------ | ---------------------------------------- |
| Singtel               | 100 %  | Сингапур   | 4,3                            | 0,7                                      |
| Optus                 | 100 %  | Австралия  | 10,4                           | 1,3                                      |
| Bharti Airtel         | 29,4 % | Индия      | 335                            | 6                                        |
| Bharti Airtel         | 29,4 % | Южная Азия | 3,1                            | -                                        |
| Bharti Airtel         | 29,4 % | Африка     | 140                            | -                                        |
| Telkomsel             | 35 %   | Индонезия  | 151                            |                                          |
| Globe Telecom         | 22,3 % | Филиппины  | 84,2                           | 2,3                                      |
| Advanced Info Service | 23,3 % | Таиланд    | 46,1                           | 2,3                                      |

## Спонсорство
Компания является титульным спонсором первой в истории ночной гонки Формулы-1 — Гран-при Сингапура.